# Světový pohár v rychlobruslení juniorů 2013/2014
Světový pohár v rychlobruslení juniorů 2013/2014 byl v pořadí 6. juniorským rychlobruslařským světovým pohárem. Konal se v období od 14. prosince 2013 do 2. března 2014. Soutěž byla organizována Mezinárodní bruslařskou unií (ISU).
Nově byl na program Světového poháru zařazen týmový sprint, který je hodnocen dohromady se stíhacím závodem družstev. První mítink byl rozdělen na tři regionální závody, přičemž plánovaný severoamerický se neuskutečnil.

## Kalendář
| Místo                   | Datum                            | 500 m | 1000 m | 1500 m | 3000 m | hromadný start | stíhací závod | týmový sprint |
| ----------------------- | -------------------------------- | ----- | ------ | ------ | ------ | -------------- | ------------- | ------------- |
| Severní Amerika: Québec | 30. listopadu – 1. prosince 2013 | 1×    | 1×     | 1×     | 1×     | 1×             |               | 1×            |
| Evropa: Zakopane        | 14.–15. prosince 2013            | 1×    | 1×     | 1×     | 1×     | 1×             |               | 1×            |
| Asie: Tomakomai         | 11.–12. ledna 2014               | 1×    | 1×     | 1×     | 1×     | 1×             |               | 1×            |
| Innsbruck               | 25.–26. ledna 2014               | 1×    | 1×     | 1×     | 1×     | 1×             |               | 1×            |
| Bjugn                   | 1.–2. března 2014                | 1×    | 1×     | 1×     | 1×     | 1×             | 1×            |               |

## Chlapci

### 500 m
| Místo            | 1. místo      | Čas      | 2. místo            | Čas      | 3. místo            | Čas      | Česká účast         | Čas    |
| ---------------- | ------------- | -------- | ------------------- | -------- | ------------------- | -------- | ------------------- | ------ |
| Evropa: Zakopane | Kai Verbij    | 36,49    | Johann Jørgen Sæves | 36,97    | Piotr Michalski     | 37,26    | 45. Vladimír Hladík | 40,63  |
| Asie: Tomakomai  | Takuja Goto   | 37,14    | Masaya Jamada       | 37,45    | Eikiči Sakamoto     | 37,66    | —                   | —      |
| Innsbruck        | Dai Dai N'tab | 36,88    | Kai Verbij          | 36,97    | Jang Fan            | 37,29    | 53. Vladimír Hladík | 41,38  |
| Bjugn            | Dai Dai N'tab | 36,98    | Piotr Michalski     | 37,10    | Armin Hager         | 37,17    | —                   | —      |
|                  |               |          |                     |          |                     |          |                     |        |
| Celkové pořadí   | Dai Dai N'tab | 250 bodů | Piotr Michalski     | 226 bodů | Johann Jørgen Sæves | 215 bodů | – Vladimír Hladík   | 0 bodů |

### 1000 m
| Místo            | 1. místo       | Čas      | 2. místo        | Čas      | 3. místo        | Čas      | Česká účast         | Čas     |
| ---------------- | -------------- | -------- | --------------- | -------- | --------------- | -------- | ------------------- | ------- |
| Evropa: Zakopane | Kai Verbij     | 1:12,26  | Arvin Wijsman   | 1:13,31  | Piotr Michalski | 1:13,99  | 43. Vladimír Hladík | 1:20,96 |
| Asie: Tomakomai  | Jang Sung-jong | 1:15,63  | Masaya Jamada   | 1:16,27  | Takuja Goto     | 1:16,79  | —                   | —       |
| Innsbruck        | Kai Verbij     | 1:12,84  | Jang Fan        | 1:13,90  | Liou I-ming     | 1:14,17  | 50. Vladimír Hladík | 1:21,99 |
| Bjugn            | Joel Dufter    | 1:13,01  | Arvin Wijsman   | 1:13,03  | Tarou Kondo     | 1:13,39  | —                   | —       |
|                  |                |          |                 |          |                 |          |                     |         |
| Celkové pořadí   | Arvin Wijsman  | 244 bodů | Piotr Michalski | 220 bodů | Joel Dufter     | 208 bodů | – Vladimír Hladík   | 0 bodů  |

### 1500 m
| Místo            | 1. místo      | Čas      | 2. místo      | Čas      | 3. místo         | Čas      | Česká účast         | Čas     |
| ---------------- | ------------- | -------- | ------------- | -------- | ---------------- | -------- | ------------------- | ------- |
| Evropa: Zakopane | Patrick Roest | 1:52,30  | Kai Verbij    | 1:52,89  | Arvin Wijsman    | 1:53,36  | 52. Vladimír Hladík | 2:07,16 |
| Asie: Tomakomai  | So Han-dže    | 1:56,57  | Kim Min-sok   | 1:57,13  | Šoja Ogawa       | 1:57,88  | —                   | —       |
| Innsbruck        | Kai Verbij    | 1:51,69  | Patrick Roest | 1:53,81  | Willem Hoolwerf  | 1:53,97  | 53. Vladimír Hladík | 2:07,38 |
| Bjugn            | Tarou Kondo   | 1:52,76  | Arvin Wijsman | 1:53,08  | Shane Williamson | 1:53,10  | —                   | —       |
|                  |               |          |               |          |                  |          |                     |         |
| Celkové pořadí   | Patrick Roest | 270 bodů | Arvin Wijsman | 190 bodů | Kai Verbij       | 180 bodů | – Vladimír Hladík   | 0 bodů  |

### 3000 m
| Místo            | 1. místo      | Čas      | 2. místo          | Čas      | 3. místo          | Čas      | Česká účast         | Čas     |
| ---------------- | ------------- | -------- | ----------------- | -------- | ----------------- | -------- | ------------------- | ------- |
| Evropa: Zakopane | Patrick Roest | 3:58,78  | Willem Hoolwerf   | 3:59,48  | Danila Semerikov  | 4:01,24  | 35. Vladimír Hladík | 4:30,62 |
| Asie: Tomakomai  | Kim Min-sok   | 4:05,17  | Šoja Ogawa        | 4:06,98  | So Han-dže        | 4:08,58  | —                   | —       |
| Innsbruck        | Liou I-ming   | 4:00,21  | Patrick Roest     | 4:00,34  | Nils van der Poel | 4:04,40  | 36. Vladimír Hladík | 4:31,09 |
| Bjugn            | Patrick Roest | 3:54,20  | Nils van der Poel | 3:56,11  | Willem Hoolwerf   | 3:58,17  | —                   | —       |
|                  |               |          |                   |          |                   |          |                     |         |
| Celkové pořadí   | Patrick Roest | 330 bodů | Nils van der Poel | 250 bodů | Willem Hoolwerf   | 245 bodů | – Vladimír Hladík   | 0 bodů  |

### Závod s hromadným startem
| Místo            | 1. místo      | 1. místo      | 2. místo        | 2. místo        | 3. místo           | 3. místo           | Česká účast         | Česká účast         |
| ---------------- | ------------- | ------------- | --------------- | --------------- | ------------------ | ------------------ | ------------------- | ------------------- |
| Evropa: Zakopane | Kai Verbij    | Kai Verbij    | Arvin Wijsman   | Arvin Wijsman   | Armin Hager        | Armin Hager        | DNF Vladimír Hladík | DNF Vladimír Hladík |
| Asie: Tomakomai  | Šoja Ogawa    | Šoja Ogawa    | Rjósuke Cučija  | Rjósuke Cučija  | Icuki Okada        | Icuki Okada        | —                   | —                   |
| Innsbruck        | Armin Hager   | Armin Hager   | Linus Heidegger | Linus Heidegger | Kai Verbij         | Kai Verbij         | 16. Vladimír Hladík | 16. Vladimír Hladík |
| Bjugn            | Patrick Roest | Patrick Roest | Armin Hager     | Armin Hager     | Viktor Hald Thorup | Viktor Hald Thorup | —                   | —                   |
|                  |               |               |                 |                 |                    |                    |                     |                     |
| Celkové pořadí   | Armin Hager   | 290 bodů      | Patrick Roest   | 254 bodů        | Viktor Hald Thorup | 197 bodů           | 36. Vladimír Hladík | 12 bodů             |

### Týmové závody
| Evropa: Zakopane | sprint         | Rakousko Thijs Roozen* Armin Hager Linus Heidegger     | 1:25,13  | Nizozemsko Arvin Wijsman Kai Verbij Patrick Roest      | 1:25,23  | Německo Maximilian Strübe Manuel Gras Joel Dufter    | 1:25,41  |  |  |
| Asie: Tomakomai  | sprint         | Japonsko Tacuja Šinhama Rjusei Kanehama Takamasa Ikeda | 1:25,48  | Jižní Korea Kim Jon-ki Jang Sung-jong So Han-dže       | 1:25,81  | —                                                    | —        |  |  |
| Innsbruck        | sprint         | Nizozemsko ?                                           | 1:25,07  | Rusko ?                                                | 1:26,01  | Švédsko ?                                            | 1:26,70  |  |  |
| Bjugn            | stíhací závod  | Nizozemsko Thijs Roozen Willem Hoolwerf Patrick Roest  | 4:00,13  | Rusko Danila Semerikov Michail Kazelin Sergej Trofimov | 4:02,25  | Japonsko Shane Williamson Šoja Ogawa Seitaró Ičinohe | 4:02,84  |  |  |
|                  |                |                                                        |          |                                                        |          |                                                      |          |  |  |
| Celkové pořadí   | Celkové pořadí | Nizozemsko                                             | 330 bodů | Rusko                                                  | 200 bodů | Švédsko                                              | 166 bodů |  |  |

* Roozen je nizozemský závodník, který doplnil rakouské družstvo.

## Dívky

### 500 m
| Místo            | 1. místo              | Čas      | 2. místo               | Čas      | 3. místo              | Čas      | Česká účast                                                                                                  | Čas                           |
| ---------------- | --------------------- | -------- | ---------------------- | -------- | --------------------- | -------- | --- | ----------------------------- |
| Evropa: Zakopane | Sanneke de Neelingová | 41,03    | Aljona Stapstovová     | 41,16    | Darja Voroninová      | 41,36    | 16. Nikola Zdráhalová 26. Natálie Kerschbaummayr 27. Eliška Dřímalová 31. Sára Pavlíčková 36. Jana Vodičková | 42,56 43,79 44,15 45,03 47,66 |
| Asie: Tomakomai  | Kako Jamaneová        | 40,86    | Konami Sogaová         | 41,13    | Kim Min-son           | 41,18    | — | —                             |
| Innsbruck        | Vanessa Bittnerová    | 40,25    | Antoinette de Jongová  | 40,96    | Sun Nan               | 41,53    | 24. Nikola Zdráhalová 31. Eliška Dřímalová 38. Natálie Kerschbaummayr 39. Sára Pavlíčková 41. Jana Vodičková | 43,32 44,25 45,18 45,23 46,85 |
| Bjugn            | Vanessa Bittnerová    | 39,51    | Bente van den Bergeová | 40,47    | Jelizaveta Kazelinová | 40,53    | 19. Nikola Zdráhalová                                                                                        | 42,74                         |
|                  |                       |          |                        |          |                       |          | |                               |
| Celkové pořadí   | Vanessa Bittnerová    | 250 bodů | Bente van den Bergeová | 230 bodů | Jelizaveta Kazelinová | 181 bodů | 32. Nikola Zdráhalová – Eliška Dřímalová – Natálie Kerschbaummayr – Sára Pavlíčková – Jana Vodičková         | 21 bodů 0 bodů                |

### 1000 m
| Místo            | 1. místo           | Čas      | 2. místo              | Čas      | 3. místo                 | Čas      | Česká účast                                                                               | Čas                             |
| ---------------- | ------------------ | -------- | --------------------- | -------- | ------------------------ | -------- | ----------------------------------------------------------------------------------------- | ------------------------------- |
| Evropa: Zakopane | Melissa Wijfjeová  | 1:20,69  | Sanneke de Neelingová | 1:21,43  | Sofie Karoline Haugenová | 1:22,17  | 18. Natálie Kerschbaummayr 20. Nikola Zdráhalová 25. Eliška Dřímalová 29. Sára Pavlíčková | 1:26,03 1:26,29 1:28,10 1:31,26 |
| Asie: Tomakomai  | Kim Min-son        | 1:23,86  | Miki Fudžimoriová     | 1:24,04  | Kako Jamaneová           | 1:24,96  | —                                                                                         | —                               |
| Innsbruck        | Vanessa Bittnerová | 1:20,09  | Sanneke de Neelingová | 1:20,37  | Melissa Wijfjeová        | 1:21,12  | 18. Nikola Zdráhalová 30. Natálie Kerschbaummayr 31. Eliška Dřímalová 40. Sára Pavlíčková | 1:26,21 1:27,95 1:28,23 1:32,67 |
| Bjugn            | Melissa Wijfjeová  | 1:19,92  | Antoinette de Jongová | 1:20,09  | Vanessa Bittnerová       | 1:20,80  | 21. Nikola Zdráhalová 22. Natálie Kerschbaummayr                                          | 1:27,60 1:29,68                 |
|                  |                    |          |                       |          |                          |          |                                                                                           |                                 |
| Celkové pořadí   | Melissa Wijfjeová  | 320 bodů | Sanneke de Neelingová | 250 bodů | Vanessa Bittnerová       | 205 bodů | 30. Nikola Zdráhalová 34. Natálie Kerschbaummayr – Eliška Dřímalová – Sára Pavlíčková     | 16 bodů 11 bodů 0 bodů          |

### 1500 m
| Místo            | 1. místo              | Čas      | 2. místo              | Čas      | 3. místo                 | Čas      | Česká účast                                                                                                  | Čas                                     |
| ---------------- | --------------------- | -------- | --------------------- | -------- | ------------------------ | -------- | --- | --------------------------------------- |
| Evropa: Zakopane | Melissa Wijfjeová     | 2:03,96  | Sanneke de Neelingová | 2:05,44  | Sofie Karoline Haugenová | 2:08,67  | 12. Nikola Zdráhalová 14. Natálie Kerschbaummayr 19. Eliška Dřímalová 26. Sára Pavlíčková 31. Jana Vodičková | 2:14,21 2:14,60 2:18,41 2:22,54 2:28,73 |
| Asie: Tomakomai  | Pak Či-u              | 2:08,89  | Pak Čo-won            | 2:08,94  | Činacu Nagajaová         | 2:09,99  | — | —                                       |
| Innsbruck        | Sanneke de Neelingová | 2:06,74  | Antoinette de Jongová | 2:07,93  | Melissa Wijfjeová        | 2:08,24  | 10. Nikola Zdráhalová 21. Natálie Kerschbaummayr 28. Eliška Dřímalová 34. Sára Pavlíčková 37. Jana Vodičková | 2:13,15 2:18,14 2:19,65 2:26,53 2:31,38 |
| Bjugn            | Melissa Wijfjeová     | 2:02,59  | Antoinette de Jongová | 2:03,83  | Sanneke de Neelingová    | 2:05,21  | 15. Nikola Zdráhalová 21. Natálie Kerschbaummayr 23. Eliška Dřímalová                                        | 2:11,71 2:14,56 2:14,66                 |
|                  |                       |          |                       |          |                          |          | |                                         |
| Celkové pořadí   | Melissa Wijfjeová     | 320 bodů | Sanneke de Neelingová | 285 bodů | Antoinette de Jongová    | 200 bodů | 15. Nikola Zdráhalová 27. Natálie Kerschbaummayr 36. Eliška Dřímalová – Sára Pavlíčková – Jana Vodičková     | 69 bodů 22 bodů 8 bodů 0 bodů           |

### 3000 m
| Místo            | 1. místo          | Čas      | 2. místo              | Čas      | 3. místo              | Čas      | Česká účast                                                                                                | Čas                                     |
| ---------------- | ----------------- | -------- | --------------------- | -------- | --------------------- | -------- | --- | --------------------------------------- |
| Evropa: Zakopane | Melissa Wijfjeová | 4:25,33  | Jelizaveta Kazelinová | 4:28,08  | Jade van der Molenová | 4:30,04  | 7. Nikola Zdráhalová 9. Natálie Kerschbaummayr 16. Eliška Dřímalová 21. Sára Pavlíčková 24. Jana Vodičková | 4:44,51 4:44,88 4:57,56 5:03,61 5:23,31 |
| Asie: Tomakomai  | Nam Či-un         | 4:33,15  | Pak Čo-won            | 4:33,45  | Ajano Satóová         | 4:34,89  | — | —                                       |
| Innsbruck        | Melissa Wijfjeová | 4:24,77  | Antoinette de Jongová | 4:25,68  | Jelizaveta Kazelinová | 4:31,30  | 10. Nikola Zdráhalová 13. Natálie Kerschbaummayr 18. Eliška Dřímalová 26. Sára Pavlíčková                  | 4:39,36 4:44,80 4:52,14 5:03,72         |
| Bjugn            | Melissa Wijfjeová | 4:17,61  | Antoinette de Jongová | 4:17,88  | Jade van der Molenová | 4:23,68  | 17. Nikola Zdráhalová 19. Natálie Kerschbaummayr 21. Eliška Dřímalová                                      | 4:43,03 4:48,61 4:52,55                 |
|                  |                   |          |                       |          |                       |          | |                                         |
| Celkové pořadí   | Melissa Wijfjeová | 350 bodů | Jelizaveta Kazelinová | 240 bodů | Jade van der Molenová | 235 bodů | 10. Nikola Zdráhalová 15. Natálie Kerschbaummayr 24. Eliška Dřímalová 39. Sára Pavlíčková – Jana Vodičková | 83 bodů 59 bodů 24 bodů 2 body 0 bodů   |

### Závod s hromadným startem
| Místo            | 1. místo              | 1. místo              | 2. místo              | 2. místo              | 3. místo              | 3. místo        | Česká účast                                                                                                 | Česká účast                                                                                                 |
| ---------------- | --------------------- | --------------------- | --------------------- | --------------------- | --------------------- | --------------- | --- | --- |
| Evropa: Zakopane | Giulia Lollobrigidová | Giulia Lollobrigidová | Sanneke de Neelingová | Sanneke de Neelingová | Camilla Lundová       | Camilla Lundová | 4. Nikola Zdráhalová 11. Natálie Kerschbaummayr 13. Eliška Dřímalová 15. Sára Pavlíčková 16. Jana Vodičková | 4. Nikola Zdráhalová 11. Natálie Kerschbaummayr 13. Eliška Dřímalová 15. Sára Pavlíčková 16. Jana Vodičková |
| Asie: Tomakomai  | Pak Či-u              | Pak Či-u              | Činacu Nagajaová      | Činacu Nagajaová      | Nene Sakaiová         | Nene Sakaiová   | — | — |
| Innsbruck        | Vanessa Bittnerová    | Vanessa Bittnerová    | Nikola Zdráhalová     | Nikola Zdráhalová     | Chan Mej              | Chan Mej        | 16. Sára Pavlíčková 17. Natálie Kerschbaummayr 19. Eliška Dřímalová 21. Jana Vodičková                      | 16. Sára Pavlíčková 17. Natálie Kerschbaummayr 19. Eliška Dřímalová 21. Jana Vodičková                      |
| Bjugn            | Vanessa Bittnerová    | Vanessa Bittnerová    | Chan Mej              | Chan Mej              | Nene Sakaiová         | Nene Sakaiová   | 12. Nikola Zdráhalová 13. Eliška Dřímalová 15. Natálie Kerschbaummayr                                       | 12. Nikola Zdráhalová 13. Eliška Dřímalová 15. Natálie Kerschbaummayr                                       |
|                  |                       |                       |                       |                       |                       |                 | | |
| Celkové pořadí   | Vanessa Bittnerová    | 250 bodů              | Chan Mej              | 212 bodů              | Sanneke de Neelingová | 206 bodů        | 4. Nikola Zdráhalová 14. Natálie Kerschbaummayr 15. Eliška Dřímalová 23. Sára Pavlíčková – Jana Vodičková   | 171 bodů 55 bodů 51 bodů 26 bodů 0 bodů                                                                     |

### Týmové závody
| Místo            | Disciplína     | 1. místo                                                                  | Čas      | 2. místo                                                              | Čas      | 3. místo                                                             | Čas      | Česká účast                                                        | Čas      |
| ---------------- | -------------- | ------------------------------------------------------------------------- | -------- | --------------------------------------------------------------------- | -------- | -------------------------------------------------------------------- | -------- | ------------------------------------------------------------------ | -------- |
| Evropa: Zakopane | sprint         | Nizozemsko Bente van den Bergeová Sanneke de Neelingová Melissa Wijfjeová | 1:32,46  | Rusko Kristina Anosovová Marina Salnikovová Alexandra Kačurkinová     | 1:35,56  | Polsko Patrycja Zachariaszová Kaja Ziomeková Aleksandra Kapruziaková | 1:36,58  | 5. Česko Eliška Dřímalová Natálie Kerschbaummayr Nikola Zdráhalová | 1:37,93  |
| Asie: Tomakomai  | sprint         | Jižní Korea Kim Min-son Nam Či-un Pak Čo-won                              | 1:33,03  | Japonsko Konami Sogaová Kako Jamaneová Ajano Satóová                  | 1:33,36  | —                                                                    | —        | —                                                                  | —        |
| Innsbruck        | sprint         | Nizozemsko ?                                                              | 1:35,86  | Norsko ?                                                              | 1:37,51  | Německo ?                                                            | 1:38,34  | 5. Česko ?                                                         | 1:39,46  |
| Bjugn            | stíhací závod  | Nizozemsko Melissa Wijfjeová Antoinette de Jongová Jade van der Molenová  | 3:10,94  | Norsko Sofie Karoline Haugenová Camilla Lundová Inga Anne Vasaasenová | 3:19,42  | Japonsko Nacumi Takajamaová Nene Sakaiová Ajano Satóová              | 3:20,00  | 9. Česko Eliška Dřímalová Natálie Kerschbaummayr Nikola Zdráhalová | 3:31,67  |
|                  |                |                                                                           |          |                                                                       |          |                                                                      |          |                                                                    |          |
| Celkové pořadí   | Celkové pořadí | Nizozemsko                                                                | 350 bodů | Německo                                                               | 220 bodů | Norsko                                                               | 200 bodů | 7. Česko                                                           | 148 bodů |